# Aspidoscelis mexicana
Espèce
Synonymes
- Cnemidophorus mexicanus Peters, 1869
- Aspidoscelis mexicanus (Peters, 1869)

Statut de conservation UICN

 LC  : Préoccupation mineure
Aspidoscelis mexicana est une espèce de sauriens de la famille des Teiidae.

## Répartition
Cette espèce est endémique du Mexique. Elle se rencontre dans les États de Puebla et d'Oaxaca.

## Publication originale
- Peters, 1869 : Eine Mittheilung über neue Gattungen und Arten von Eidechsen. Monatsberichte der Königlich Preussischen Akademie der Wissenschaften zu Berlin, vol. 1869, p. 57-66 (texte intégral).